# Josef Zukal

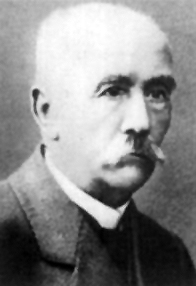

Józef Zukal, (ur. 8 marca 1841 w Rozstání, zm. 8 maja 1929 w Kroměříž) – czeski pedagog, historyk i archiwista.

## Życiorys
Od 1864 przez 35 lat sprawował funkcję nauczyciela w wyższej realnej szkole w Opawie, gdzie uzyskał znakomite sukcesy pedagogiczne. Utrzymywał kontakty z A. Waškiem i J. Zacpalem, których wspomagał przy wydawaniu czasopism: Opavský besenik i Opawský týdennik.
Wspólnie z Wincentym Praskiem założył Muzeum Ziemi Śląskiej w Opawie i wziął udział wydaniu Věstnika Matice opavské. Współpracował także z historykiem z okolic Raciborza - Augustem Weltzem.
Pisał do śląskich czasopism swoje artykuły, które w 1912 zostały wydane pod nazwą Paměti opavské. Badaniami objął epokę następującą po kontrreformacji i po bitwie pod Białą Górą w 1620 uzyskane archiwalia poddał dokładnym studiom i sporządził z nich około 20 000 wypisków. Obecnie są one oprawiane w formie książki i przechowywane w Ziemskim Archiwum w Opawie.